# Hybalus angustatus
Hybalus angustatus är en skalbaggsart som beskrevs av Lucas 1855. Hybalus angustatus ingår i släktet Hybalus och familjen Orphnidae. Inga underarter finns listade i Catalogue of Life.